# Vibrationen (vals)
Vibrationen, op. 204, är en vals av Johann Strauss den yngre. Den spelades första gången den 19 januari 1858 i Sofiensäle i Wien.

## Historia
Johann Strauss tillägnade valsen Vibrationen till "Herrar Medicinstudenter" vid Wiens universitet och han dirigerade dess första framförande vid deras karnevalsbal i Sofiensäle den 19 januari 1858. Verket var en av tio nya danskompositioner som Strauss komponerade till det årets karnevalsfirande. Hans broder Josef Strauss bidrog med ytterligare fem. 
Titeln på valsen passade "Medizinerball" och stråkarna spelar lämpligt nog vibrato genom inledningen. "Vibrationsmassage" var det senaste inom terapin på den tiden. Valsen blev inte långvarig på repertoaren.

## Om valsen
Speltiden är ca 7 minuter och 15 sekunder plus minus några sekunder beroende på dirigentens musikaliska tolkning.

## Weblänkar
- Vibrationen i Naxos-utgåvan.